# PTC Coconuts
PTC Coconuts ist eine Fußballmannschaft von den Cookinseln. Sie ist auf der Hauptinsel Rarotonga beheimatet. Der größte Erfolg der Vereinsgeschichte ist der Gewinn der Nationalen Meisterschaft 1995, was bisher auch der einzige Titel ist.

## Erfolge
- Cook Islands Round Cup: 1995